# Эсватинско-южноафриканские отношения
Эсватинско-южноафриканские отношения — двусторонние дипломатические отношения между Эсватини и Южно-Африканской Республикой. Эти государства связывают прочные исторические и культурные связи. В конце эры апартеида в 1994 году страны расположили свои высокие комиссии в Претории и Мбабане. Высокая комиссия Эсватини в Претории также аккредитована в Ботсвану, Лесото, Намибию, Замбию и Зимбабве. Протяжённость государственной границы между странами составляет 438 км.

## История

### Эпоха апартеида
В 1970-х и начале 1980-х годов Свазиленд утверждал, что придерживается принципа нейтралитета в Холодной войне, хотя на самом деле курс правительства был прозападный и поддерживал прочные отношения с ЮАР, в том числе сотрудничал с ней в экономической сфере и вопросах безопасности. Южная Африка инвестировала значительные средства в экономику этой страны и Свазиленд присоединился к Южноафриканскому таможенному союзу. В 1980-х некоторые южноафриканских предприятия также использовали свазилендскую территорию как перевалочный пункт для того, чтобы обойти международные санкции в отношении ЮАР. В 1982 году, согласно секретному Соглашению о безопасности с Южной Африкой, свазилендские чиновники подвергли преследованиям представителей Африканского национального конгресса в Мбабане и в конце концов изгнали их из Свазиленда. Южноафриканские силы безопасности, действующие под прикрытием, также проводил операции против АНК на территории Свазиленда. 27 декабря 1984 года были установлены официальные отношения на уровне торговли. В 1993 году стороны договорились установить официальные отношения на уровне посольств.
В июне 1993 года Южная Африка и Свазиленд подписали соглашение, предусматривающее подготовить южноафриканских судей и прокуроров для работы в судах Свазиленда. Южная Африка также согласилась обеспечить подготовку судебного персонала для Свазиленда.

### После ликвидации апартеида
В 1994 году страны повысили уровень дипломатических отношений после избрания президентом Южной Африки Нельсона Манделы. В августе 1995 года страны подписали соглашение о сотрудничестве в борьбе с преступностью и соглашение по борьбе с контрабандой вдоль их общей границы. В сентябре 2010 года Молодёжная лига Африканского национального конгресса осудила отношения Южной Африки со Свазилендом из-за наличия абсолютной монархии в этой стране. Инвестиционное подразделение АНК Chancellor House приобрело 75 % акций свазилендской угольной компании Maloma Colliery. Другие политические партии ЮАР осудили этот шаг.